# Rhopalum aucklandi
Rhopalum aucklandi är en biart som beskrevs av Leclercq 1955. Rhopalum aucklandi ingår i släktet Rhopalum och familjen grävsteklar. Inga underarter finns listade i Catalogue of Life.